# Kateřina Emmons
Kateřina Emmons, született Kateřina Kůrková (Plzeň, 1983. november 17. –) olimpiai bajnok cseh sportlövőnő, a szintén olimpiai bajnok sportlövő, az amerikai Matthew Emmons felesége.

## Sportpályafutása
Kůrková úszóként kezdte, és csak 1997-től versenyez sportlövőként. Edzője édesapja, Petr Kůrka, aki maga is kétszeres világbajnok. Csehországban 2002-ben az év utánpótláskorú sportolójának választották. Ebben az évben, 19 évesen nyerte első nagyobb versenyét, a Finnországban, Lahtiban rendezett világbajnokságon nyert a 10 méteres légpuska versenyszámban.
Olimpián először 2004-ben, Athénban vett részt, ott bronzérmet szerzett. Pekingben, a 2008. évi nyári olimpiai játékokon a 10 méteres légpuska versenyszámot megnyerte. A döntőbe a maximálisan megszerezhető 400 ponttal első helyen érkezett, majd a döntőben is magabiztosan lőtt, és végül új olimpiai rekorddal, 503,5 ponttal nyerte a versenyszámot.